# (6839) Ozenuma
(6839) Ozenuma ist ein Asteroid des Hauptgürtels, der am 18. November 1995 vom japanischen Astronomen Takao Kobayashi am Oizumi-Observatorium (IAU-Code 411) in Ōizumi in der Präfektur Gunma entdeckt wurde.
Der Asteroid wurde am 16. Januar 2003 nach Ozegahara benannt, einem in etwa 2000 m Höhe gelegenen Moorgebiet im Oze-Nationalpark, das das größte Gebirgshochmoor auf Honshū darstellt.
Der Himmelskörper ist Mitglied der Koronis-Familie, einer Gruppe von Asteroiden, die nach (158) Koronis benannt ist.